# داني توماس (لاعب كرة قدم)
داني توماس (بالإنجليزية: Danny Thomas)‏ (13 مايو 1985 بكارديف في المملكة المتحدة - ) هو لاعب كرة قدم بريطاني في مركز الوسط. لعب مع كارديف سيتي وBridgend Town A.F.C. ‏ وCarmarthen Town A.F.C. ‏ وهافرفوردويست ‏.

## وصلات خارجية
- داني توماس على موقع قاعدة بيانات كرة القدم.إي يو (الإنجليزية)
- داني توماس على موقع Soccerbase.com (لاعب) (الإنجليزية)